# Jean Séguy (sociologue)
Ne doit pas être confondu avec Jean Séguy (linguiste).
Pour les articles homonymes, voir Séguy.
Jean Séguy, né le 3 mai 1925 à Duras, en Lot-et-Garonne et mort le 11 septembre 2007, à Liancourt, dans l'Oise, est un sociologue des religions et directeur de recherche au CNRS français.

## Biographie
Jean Séguy naît en 1925 à Duras, en Lot-et-Garonne. Il passe une partie de son enfance à Bône, en Algérie, où son père travaille pour la manufacture des tabacs, puis poursuit ses études au lycée d'Oran, où il passe son baccalauréat. Il participe en 1944 aux combats de la Seconde Guerre mondiale au sein de la Première armée française en Algérie, et est démobilisé en 1945, avec la croix de Guerre. Il obtient une licence d’anglais à la faculté des lettres de Paris et prépare un certificat d’histoire des religions à l’École pratique des hautes études, où il suit les séminaires d'Oscar Cullmann et d’Émile-Guillaume Léonard. Il soutient une thèse d'État intitulée Les assemblées anabaptistes-mennonites de France, en 1970. Il entre au CNRS en 1960, et rejoint le Groupe de sociologie des religions, dont il est membre jusqu'à sa retraite académique en 1993. Il est chargé de conférences à l'École des hautes études en sciences sociales de 1966 et 1990 et rédacteur en chef des Archives de sciences sociales des religions de 1981 à 1988. 

## Activités de recherche
Dans sa thèse qu'il publie en 1977, Jean Séguy s'intéresse aux anabaptistes mennonites dans une perspective diachronique depuis le XVIe siècle jusqu'à la période contemporaine. Il étudie d'abord les origines de l'anabaptisme à Strasbourg, dans le reste de l'Alsace, à Montbéliard et en Lorraine. La répression dont est victime l'anabaptisme bernois provoque un exil, au XVIIe siècle vers Sainte-Marie-aux-Mines, mais les anabaptistes sont à leur tour expulsés en 1712. Il s'intéresse également à la vie religieuse, à la piété mennonite progressivement influencée  par le piétisme, à la vie sociale et professionnelle. Enfin il étudie les transformations profondes après-guerre, et aux liens noués avec les mennonites américains. 
Son expertise est reconnue dans la sociohistoire des protestantismes, il est également spécialiste des non-conformismes religieux et laisse une œuvre intellectuelle très importante dans les domaines de la sociologie du charisme et de l'autorité, et des dynamiques communautaires utopiques.

## Publications
- Les Sectes protestantes dans la France contemporaine, Paris, Beauchesne, 1956[9]
- Ernst Troeltsch et sa sociologie du christianisme, Paris, Cercle Ernest Renan, 1961.
- Les Conflits du dialogue, Paris, Le Cerf, 1973[10]
- Les Assemblées anabaptistes-mennonites de France, Paris-La Haye, Mouton, 1977[11]
- Christianisme et société. Introduction à la sociologie de Ernst Troeltsch, Paris, Le Cerf, 1980[12]
- Conflit et utopie, ou Réformer l'Église. Parcours wébérien en douze essais, Paris, Le Cerf, 1999[13]
- (coll.) Le retour du Christ, Bruxelles, Publications des Facultés universitaires Saint-Louis, 2002, 191 p.  (ISBN 978-2802800323).